# Arduz
Arduz es un juego del estilo "click&play" dado a partir de la modificación del juego argentino Argentum Online. Se desarrolló durante el 2008 a partir de la versión 12.1, la cual sufrió severas modificaciones para dar lugar a un videojuego integrado a una página web. Aunque primariamente es un juego de internet, existe la posibilidad de jugarlo vía LAN entre 2 o más computadoras.

## Desarrollo del Juego
La actividad del juego transcurre a través de diferentes mapas donde los jugadores pueden elegir bandos (rojo o azul) y deberán cumplir la misión característica del mapa (normalmente siendo la destrucción del equipo contrario). Cada jugador puede abrir su propio mini-servidor y obtener facultades de administrador para organizar su partida. Dentro de los distintos poderes, se encuentran:
- cmap #: Siendo # el número de mapa al que se desea cambiar.
- restart: Reinicia la partida.
- kick X: Echa de la partida al jugador "X".
- activar/desactivar deathmatch: Activa o desactiva la modalidad "todos contra todos".
- activar/desactivar fatuos: Activa o desactiva la posibilidad de usar elementales.
- activar/desactivar invi: Activa o desactiva el hechizo Invisibilidad.
- activar/desactivar estu: Activa o desactiva el hechizo Estupidez.
- activar/desactivar resu: Activa o desactiva el hechizo Resucitar.
- admin Contraseña: Ingresa a la partida como administrador del juego

Al ingresar a una partida, seremos fantasmas con el status Espectador.
Apenas decidamos el bando y la clase del personaje, nuestro avatar tomará un status activo y se podrá comenzar a jugar.

### Atajos y Comandos
Como en todas las modificaciones más conocidas del Argentum Online, en Arduz AO se utilizan diversos comandos para la simplificación de algunas funciones del juego. La gran diferencia en la utilización de los mismos que presenta esta con respecto a la mayoría de las modificaciones del juego es que sólo pueden ser ejecutados por los administradores de cada servidor. Estos sirven para modificar las características de jugabilidad dentro del servidor, ya sea activando o desactivando hechizos, o bien cambiando mapas o echando jugadores de la partida.

### Elecciones
Las posibilidades para elegir raza-clase son bastante limitadas debido a los arreglos en el balance. Es decir, las razas están prefijadas acorde a las mejores combinaciones con cada clase. Esto no es un impedimento enteramente, dado que los jugadores pueden cambiar libremente de clase o bando sin que exista una decisión fija.

## Web
Una característica novedosa es la integración del juego a la página web. Dentro de esta, cada usuario puede crearse una cuenta, con la cual recibirá mayores beneficios que un usuario no registrado:
- Grabado automático de los datos de su personaje
- Comprar items
- Integrar o fundar clanes.
- Entrada al ranking de jugadores.

## Próxima versión
Actualmente se está trabajando en la nueva versión del juego, la cual profundizará las características del juego más populares y las complementará con otras modalidades de juego, complejizando el mismo.
Dentro de los cambios que se producirán, se saben:
- Nuevo motor gráfico.
- Mejora del sistema de cuentas web.
- Mayor personalización de los personajes.
- Complejización de las modalidades de juego.
- Lanzamiento de una nueva web acorde al videojuego.
- Nuevo balance en todo el juego.